# Preston Gubbals
Preston Gubbals est un village du Shropshire, en Angleterre.